# Hélène (Berlioz)
Pour les articles homonymes, voir Hélène.
Hélène est une mélodie composée par Hector Berlioz sur un poème de Thomas Moore traduit en français par Thomas Gounet. Composée en 1829 pour quatuor vocal et piano, intégrée au recueil d'abord intitulé Neuf Mélodies irlandaises puis Irlande, op. 2, et révisée jusqu'en 1851, cette mélodie est confiée à un chœur d'hommes accompagné par l'orchestre.

## Composition
Hector Berlioz entreprend de composer une mélodie sur Hélène, poème de Thomas Moore traduit en français par Thomas Gounet, en août 1829 : la publication des Neuf Mélodies irlandaises, futur recueil intitulé Irlande, op. 2, a lieu en novembre 1829.

## Création
La mélodie est orchestrée pour la première audition en public, sous la direction de Berlioz à la salle Herz, le 3 février 1844.
Hélène est publiée dans la grande Collection de 32 mélodies de Berlioz en novembre 1863, en même temps que la partition, également réduite pour chant et piano, des Troyens (en deux parties, La Prise de Troie et Les Troyens à Carthage).

## Présentation
Publiée sous le numéro d'op. 2 no 2, Hélène est référencée H40 dans le catalogue des œuvres de Berlioz établi par le musicologue américain Dallas Kern Holoman.
L'orchestre se limite à un hautbois, 4 cors (le 1er en Ré, le 2d en Sol, le 3e en Mi, le 4e en Ut grave), aux timbales et au quintette à cordes classique, composé des premiers violons, seconds violons, altos, violoncelles et contrebasses.

## Analyse
David Cairns estime Hélène, dans le recueil Irlande, comme « la plus fraîche de toutes, écrite dans une fantasque mesure à 
, avec une alternance moqueuse de phrases de trois, quatre et cinq mesures (effet que souligne, par contraste, la franchise du refrain à 
, qui évoque les cors de chasse) et qui fait paraître la musique à la fois imprévisible et parfaitement naturelle ».

## Discographie
- Hector Berlioz : Mélodies (2 CD, Deutsche Grammophon 435 860-2, 1993 (OCLC 31533426))
Hélène (H 40a), par Françoise Pollet (soprano), Anne Sofie von Otter (mezzo-soprano) et Cord Garben (piano), CD 1, repris dans
- Hector Berlioz : The Complete Works (27 CD, Warner Classics 0190295614447, 2019) CD 8
- Hector Berlioz, Œuvres pour chœur — Hélène par le chœur de l'Orchestre national de Lyon, Noël Lee (piano), dirigés par Bernard Tétu (Harmonia Mundi, HMC 901293, 1989)

### Biographies
- David Cairns (trad. de l'anglais), Hector Berlioz : la formation d'un artiste (1803-1832), Paris, Fayard, 2002, 710 p. (ISBN 2-213-61249-8), traduit de l'anglais par Dennis Collins.

### Monographies
- Pierre Citron, Cahiers Berlioz no 4, Calendrier Berlioz, La Côte-Saint-André, Musée Hector-Berlioz, 2000 (ISSN 0243-3559)
- Pierre-René Serna, Berlioz de B à Z, Paris, Van de Velde, 2006, 264 p. (ISBN 2-85868-379-4)

### Articles et analyses
- Gérard Condé et Gilles Cantagrel (dir.), Guide de la mélodie et du lied, Paris, Fayard, coll. « Les Indispensables de la musique », 1994, 916 p. (OCLC 417117290, BNF 35723610), p. 52